# 송추역
송추역(Songchu station, 松湫驛)은 경기도 양주시 장흥면 부곡리에 있는 교외선의 철도역이다. 2004년부터 2024년까지 여객열차의 영업이 중지되었으며 지금은 하루 20회(상행 10회, 하행 10회) 무궁화호가 정차한다.

## 연혁
- 1961년 5월 30일 : 역사 준공
- 1961년 7월 10일 : 보통역으로 영업 개시[1]
- 1963년 8월 20일 : 운전간이역으로 격하
- 1964년 1월 1일 : 보통역으로 승격[2]
- 1974년 3월 11일 : 소화물취급 중지
- 1985년 7월 1일 : 무배치간이역(을종위탁발매소)으로 격하 및 을종승차권대매소 지정[3]
- 2002년 11월 11일 : 을종위탁발매소 폐지 및 통일호 승차권 발매 중단
- 2004년 4월 1일 : 여객열차 운행 중단
- 2025년 1월 11일 : 여객열차 운행 재개

### 승강장
| ↑ 의정부 |
| 1 \| 2   |
| 장흥 ↓   |

| 1 | 미사용승강장 |          |                    |
| 2 | 교외선       | 무궁화호 | 의정부 · 대곡 방면 |

## 인접한 역
| 교외선         | 교외선          | 교외선      |
| -------------- | --------------- | ----------- |
| 장흥 대곡 방면 | 무궁화호 교외선 | 의정부 방면 |